# Jan Matthijs
Jan Matthijs (ca. 1500-1534) var en karismatisk anabaptist-leder, der af sine tilhængere blev opfattet som en profet.
Matthijs var bager i Amsterdam og blev omvendt til anabaptismen af Melchior Hoffman i 1520'erne. Matthijs døbte tusinder af omvendte, og efter Hoffmans fængsling blev han en ledende skikkelse blandt anabaptisterne. Matthijs forkastede Hoffmans pacifistiske og ikke-voldelige teologi og havde den holdning, at undertrykkelse skulle mødes med modstand.
I 1534 overtog anabaptisterne kontrollen i den tyske by Münster. Jan Bockelson van Leiden, der var en af Matthijs' hollandske anabaptist-disciple, tilkaldte sammen med en gruppe lokale købmænd Matthijs til Münster. Matthijs udnævnte Münster til det "Ny Jerusalem", og den 5. januar 1534 drog et antal af hans disciple ind i byen og indførte voksendåb. Reformatoren Bernhard Rothmann blev tilsyneladende gendøbt den dag, og snart efter var over 1000 voksne blevet døbt.
De erklærede krig mod den udviste biskop Franz von Waldeck, som til gengæld belejrede den befæstede by. Matthijs havde forudsagt, at Guds dom over de syndige ville falde påskesøndag 1534, og den dag gjorde han sammen med nogle tilhængere et udfald mod biskoppens tropper, idet han mente, han var den genkomne Gideon fra Dommerbogen. Han blev dræbt, og hans hoved blev hugget af og sat på en stage, så hele byen kunne se det.

Denne artikel er en oversættelse af artiklen Jan Matthys på den engelske Wikipedia. 